# Lihus
Lihus település Franciaországban, Oise megyében. Lakosainak száma 424 fő (2022. január 1.). Lihus Blicourt, Crèvecœur-le-Grand, Haute-Épine, Hétomesnil és Prévillers községekkel határos.

## Népesség
A település népességének változása:
| Lakosok száma | 400  | 402  | 406  | 410  | 416  | 422  | 428  | 425  | 424  |
|               | 2013 | 2015 | 2016 | 2017 | 2018 | 2019 | 2020 | 2021 | 2022 |